# Armênia nos Jogos Paralímpicos de Verão de 2012
A Armênia participou nos Jogos Paralímpicos de Verão de 2012, ocorridos em Londres, no Reino Unido.

## Desempenho

### Levantamento de peso
Feminino
| Atletas         | Evento | Resultado | Posição |
| --------------- | ------ | --------- | ------- |
| Greta Vardanyan | -48 kg | 82,0      | 7º      |